# Bando de Ahenguareme
El cantón de Ahenguareme fue una de las doce demarcaciones territoriales en las que los aborígenes benahoaritas dividían la isla de La Palma (Canarias) cuando llegaron los conquistadores castellanos a finales del siglo xv.
Los capitanes o caudillos de este término al tiempo de la conquista eran los hermanos Echentire y Azuquahe, a quien llamaron así por ser muy moreno, ya que eso significaba su nombre en lengua aborigen.

## Etimología
Para el filólogo e historiador Ignacio Reyes, Ahenguareme es el nombre aborigen de alguna especie vegetal que pudiera identificarse con la ruda salvaje Ruta pinnata o con el incienso canario Artemisia thuscula. Asimismo, este autor pone este término en relación con otros topónimos insulares como Timbaromos de El Hierro o Chinguarime de La Gomera.

## Características
Juan de Abréu Galindo, cuya obra Historia de la conquista de las siete islas de Canaria es la fuente original donde aparece referido este cantón, alude a Ahenguareme en los siguientes términos: «El cuarto señorío era desde el Charco hasta el término de Tigalate, y á toda esta tierra llamaban antiguamente Ahenguareme». Se extendía por tanto por toda la punta meridional de la isla, desde la zona de El Charco hasta algún barranco de la moderna localidad de Montes de Luna, ocupando gran parte del municipio de Fuencaliente de La Palma y algo del de Villa de Mazo.
Abréu también recogió en su obra un enfrentamiento habido antes de la conquista entre los bandos de Ahenguareme y Aridane, siendo derrotados Echentire y Azuquahe por las fuerzas de Mayantigo, que sin embargo pierde un brazo en esta contienda. Asimismo, más tarde los hermanos acuden en socorro del capitán Tanausú de Aceró, que estaba en guerra con Atogmatoma, señor de Tijarafe.

## Economía
La principal actividad económica fue la ganadería de cabras, aunque también eran recolectores de frutos, raíces y moluscos de costa.